# GNOME
GNOME es un entorno de escritorio e infraestructura de desarrollo para sistemas operativos GNU/Linux, Unix y derivados Unix como BSD o Solaris; compuesto enteramente de software libre.
El proyecto fue iniciado por los programadores mexicanos Miguel de Icaza y Federico Mena en agosto de 1997 y forma parte oficial del proyecto GNU. Nació como una alternativa a KDE bajo el nombre de GNU Network Object Model Environment (Entorno de Modelo de Objeto de Red GNU). GNOME se ha traducido a 193 idiomas,  con una cobertura mayor al 80% para 38 idiomas.
GNOME está disponible en las principales distribuciones GNU/Linux, incluyendo Fedora, Debian, Ubuntu, EndeavourOS, Manjaro Linux, Red Hat Enterprise Linux, SUSE Linux Enterprise, CentOS, Oracle Linux, Arch Linux, Gentoo, SteamOS, entre otras. También está disponible en Solaris, un importante sistema operativo UNIX, y en sistemas operativos tipo Unix como FreeBSD.

## Desarrollo
GNOME es desarrollado por The GNOME Project y proporciona el escritorio GNOME, una interfaz gráfica de usuario, un conjunto de aplicaciones centrales y la plataforma de desarrollo GNOME, un entorno para crear aplicaciones que se integran con el escritorio.
Al igual que con la mayoría de los proyectos de software libre, el desarrollo de GNOME se maneja de manera flexible. La discusión se produce principalmente en una serie de listas de correo públicas. Los desarrolladores y usuarios de GNOME se reúnen en una reunión anual de GUADEC para analizar el estado actual y la dirección futura de GNOME. GNOME incorpora estándares y programas de freedesktop.org para interactuar mejor con otros escritorios.
GNOME está escrito principalmente en C, C++, Vala, Python y JavaScript. Varias combinaciones de idiomas están disponibles.

## Ciclo de lanzamiento
Cada uno de los productos de software componentes en el proyecto GNOME tiene su propio número de versión y programa de desarrollo. Sin embargo, los mantenedores de módulos individuales coordinan sus esfuerzos para crear una versión estable completa de GNOME en un cronograma de aproximadamente seis meses, junto con sus bibliotecas subyacentes, como GTK+ y GLib. Algunos proyectos experimentales están excluidos de estas versiones.
Conforme van saliendo nuevas versiones, el equipo del proyecto GNOME sube el código fuente al Servidor FTP que a su vez contiene el código fuente de todas las versiones anteriores. Un dato importante para destacar es que es posible configurar la compilación del código fuente mediante scripts. La mayoría de los proyectos que utilizan GNOME, proporcionan versiones estables y probadas, facilitando la instalación o bien lo hacen por medio de paquetes binarios precompilados.
Una lista de las distribuciones de GNU/Linux que incluyen GNOME se mantiene en la web de GNOME. Existe una versión oficial de GNOME LiveCD y LiveUSB, que permite su utilización sin necesidad de instalación, para así poder probar el escritorio.

## Plataforma de desarrollo
La biblioteca de utilidades y estructuras de datos GLib, GObject y el kit de herramientas GTK+, constituyen la parte central de la plataforma de desarrollo GNOME. Esta se amplía con el marco IPC D-Bus , la biblioteca de dibujo Cairo 2D basada en vectores, la biblioteca gráfica acelerada Clutter, la biblioteca internacional de interpretación de texto Pango, la API de audio de bajo nivel PulseAudio, el entorno multimedia GStreamer y varias bibliotecas especializadas, incluyendo NetworkManager, PackageKit , Telepathy (mensajería instantánea) y WebKit.
- GNOME Display Manager (GDM), que administra sesiones de usuario, X y Wayland por igual.
- Tracker busca automáticamente en los directorios especificados los archivos y mantiene un índice de ellos para proporcionar una búsqueda rápida.
- GVfs, un entorno de capa de abstracción para sistemas de archivos.
- dconf un front-end para GSettings
- Mutter, el compositor de Wayland y X Windows Manager
- Gestión de color de Linux, udev, etc.
- Evolution Data Server, responsable de la administración de correo, calendario, libreta de direcciones, tareas e información de notas
- Meson está reemplazando a GNU Build System (autotools) como herramientas de automatización de compilación.
- BuildStream, una herramienta de integración agnóstica de distribución

El entorno de escritorio GNOME no consiste únicamente en la biblioteca de elementos de control gráfico GTK+ y las aplicaciones principales que hacen uso de ella. Existen bastantes paquetes de software adicionales que conforman el entorno completo de GNOME.

## Historia

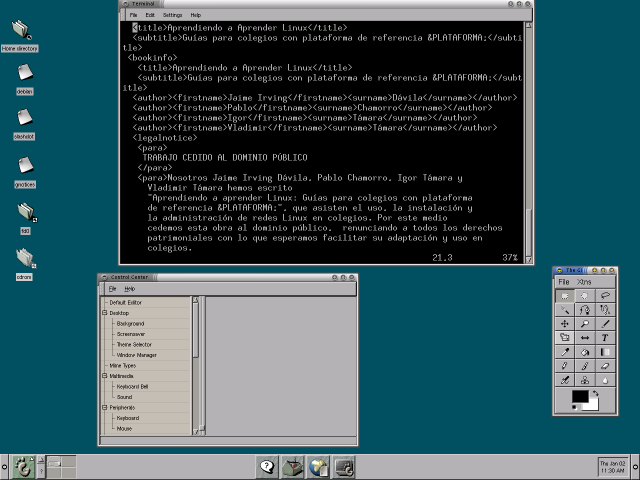
GNOME 1, marzo de 1999
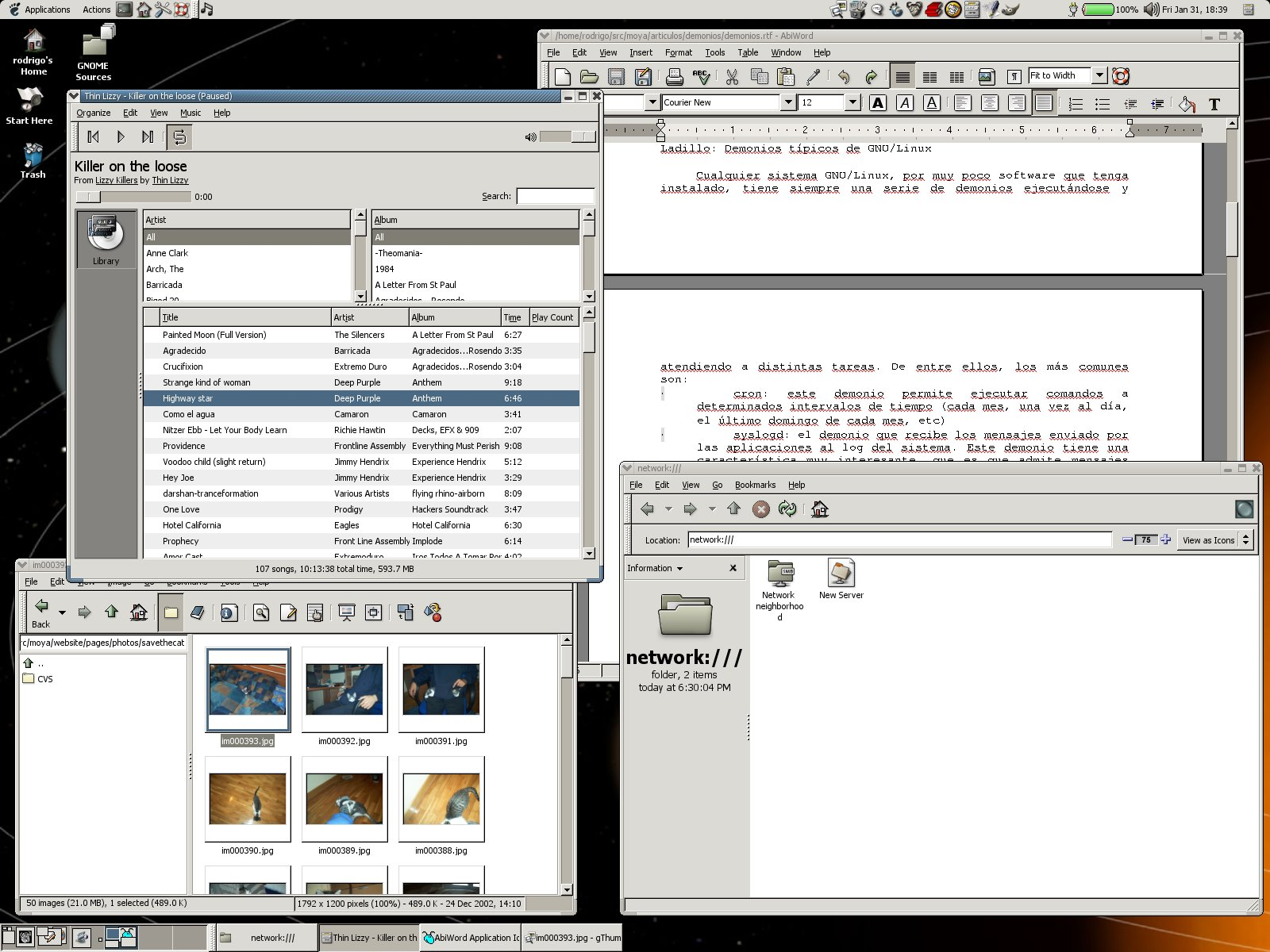
GNOME 2.0, junio de 2002
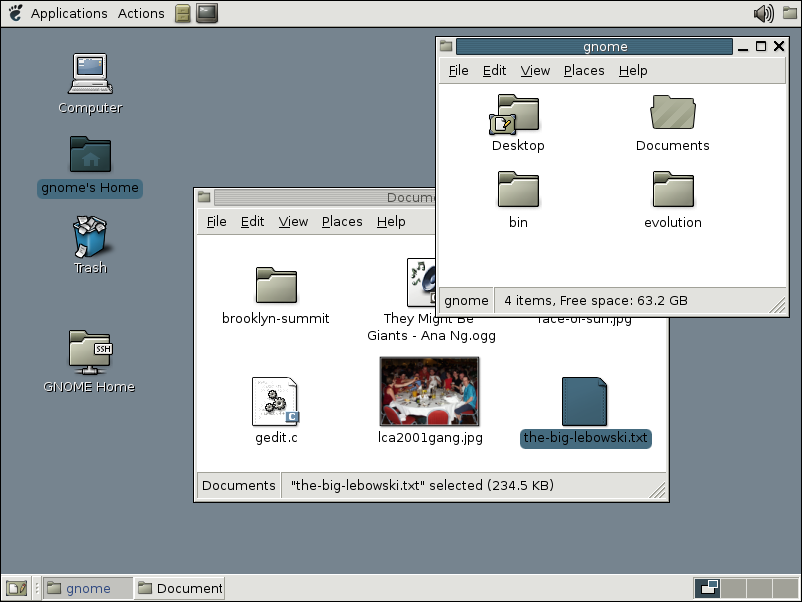
GNOME 2.6, marzo de 2004
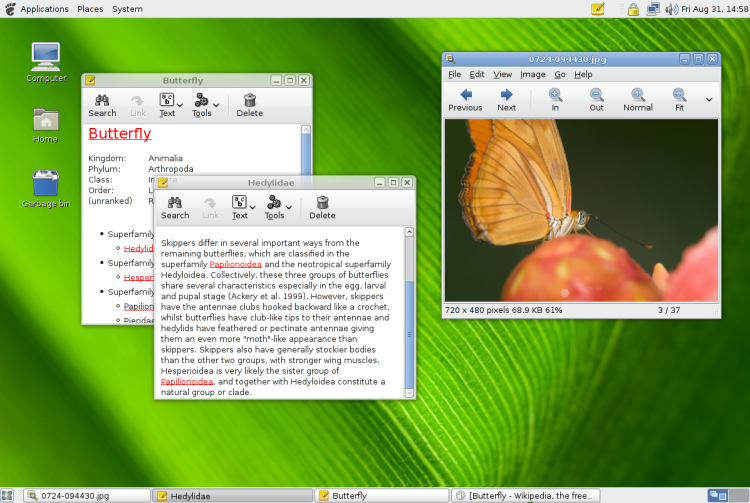
GNOME 2.20, septiembre de 2007
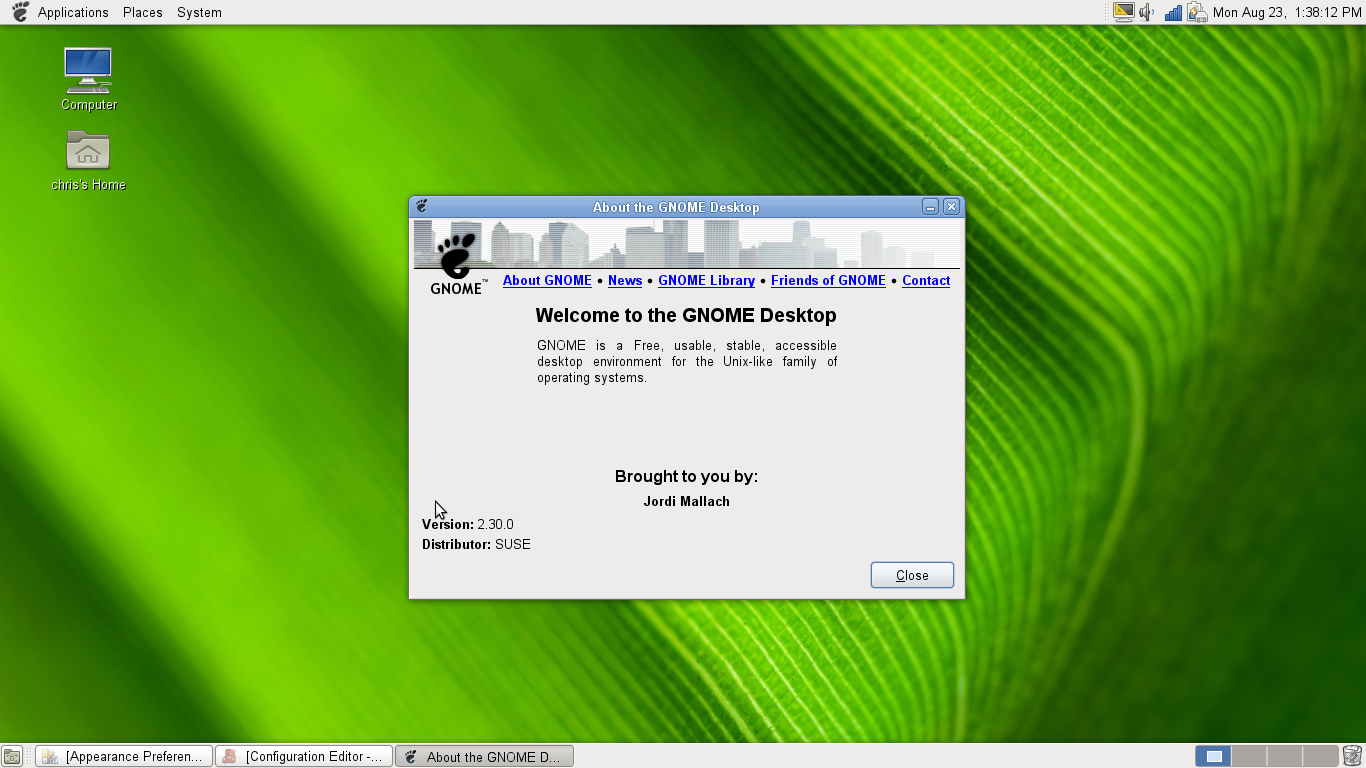
GNOME 2.30, marzo de 2010
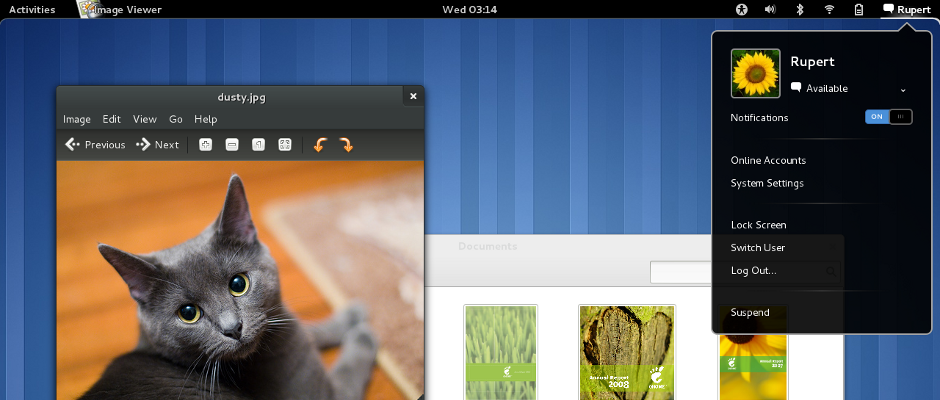
GNOME 3.2, septiembre de 2011
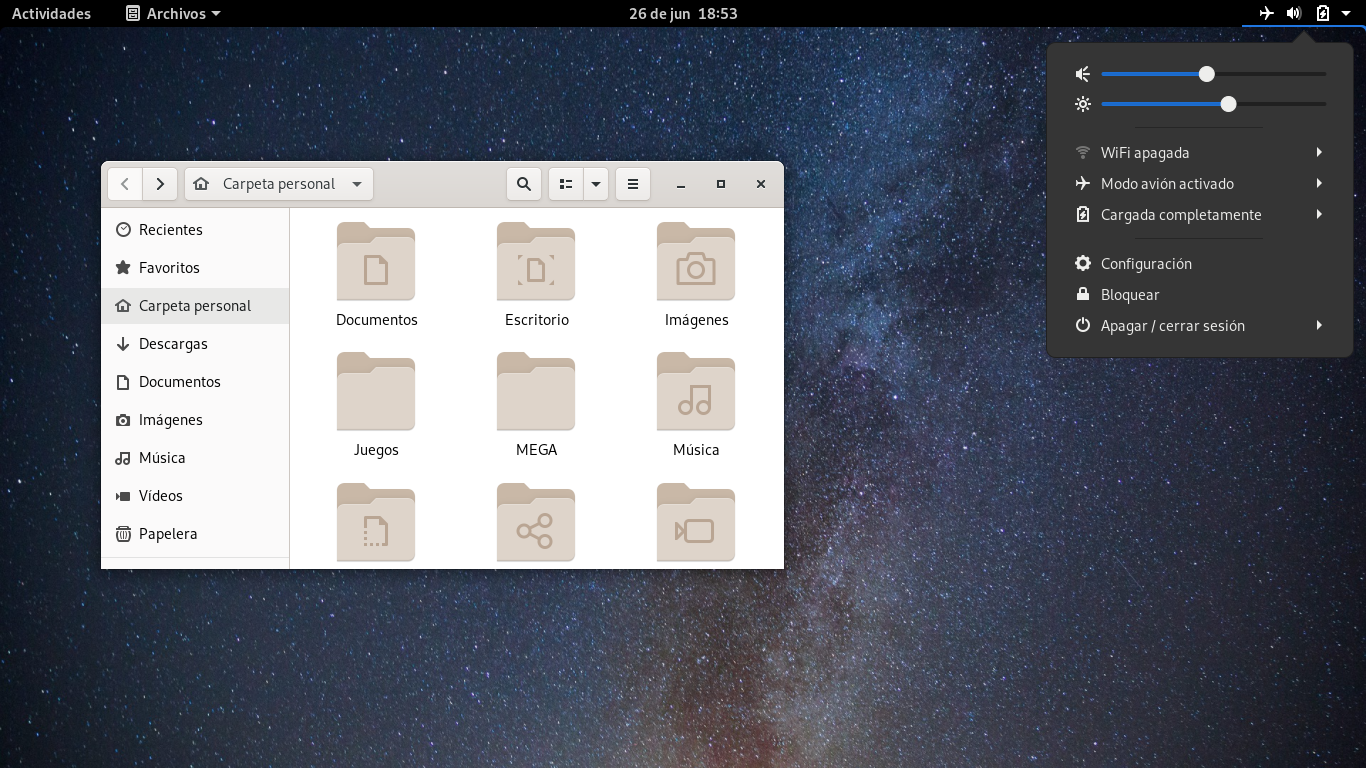
Gnome 3.36.3, junio de 2020

### GNOME 1
GNOME se inició el 15 de agosto de 1997 por Miguel de Icaza y Federico Mena, como un proyecto de software libre para desarrollar un entorno de escritorio y aplicaciones. Fue fundado en parte porque K Desktop Environment, que estaba creciendo en popularidad, se basó en el kit de herramientas Qt widget que utilizaba una licencia de software propietaria hasta su versión 2.0 (junio de 1999). En lugar de Qt, el kit de herramientas GTK+ fue elegido como la base de GNOME. GTK+ usa la Licencia Pública General Reducida (LGPL) de GNU, una licencia de software libre que permite que el software que se vincule con ella utilice un conjunto mucho más amplio de licencias, incluidas licencias de software propietario. GNOME está autorizado bajo la LGPL para sus bibliotecas, y la Licencia Pública General de GNU (GPL) para sus aplicaciones.
El nombre "GNOME" fue inicialmente un acrónimo de GNU Network Object Model Environment, en referencia a la intención original de crear un Framework de Modelo de Objetos de Componentes Distribuidos similar a OLE de Microsoft. Con el tiempo, este acrónimo fue abandonado ya que no reflejaba la visión del proyecto GNOME.

### GNOME 2
GNOME 2 era muy similar a una interfaz de escritorio convencional, con un escritorio simple en el que los usuarios podían interactuar con objetos virtuales, como ventanas, iconos y archivos. GNOME 2 en un principio uso Sawfish como administrador de ventanas pero luego se cambió a Metacity como predeterminado. El manejo de ventanas, aplicaciones y archivos, es similar al de los sistemas operativos de escritorio contemporáneos. En la configuración predeterminada de GNOME 2, el escritorio tiene un menú iniciador para acceder rápidamente a los programas instalados y las ubicaciones de archivos; Se puede acceder a las ventanas abiertas mediante una barra de tareas en la parte inferior de la pantalla, y la esquina superior derecha muestra un área de notificación para que los programas muestren avisos mientras se ejecutan en segundo plano. Sin embargo, estas funciones se pueden mover a casi cualquier posición u orientación que el usuario desee, reemplazar con otras funciones o eliminar por completo.

### GNOME 3

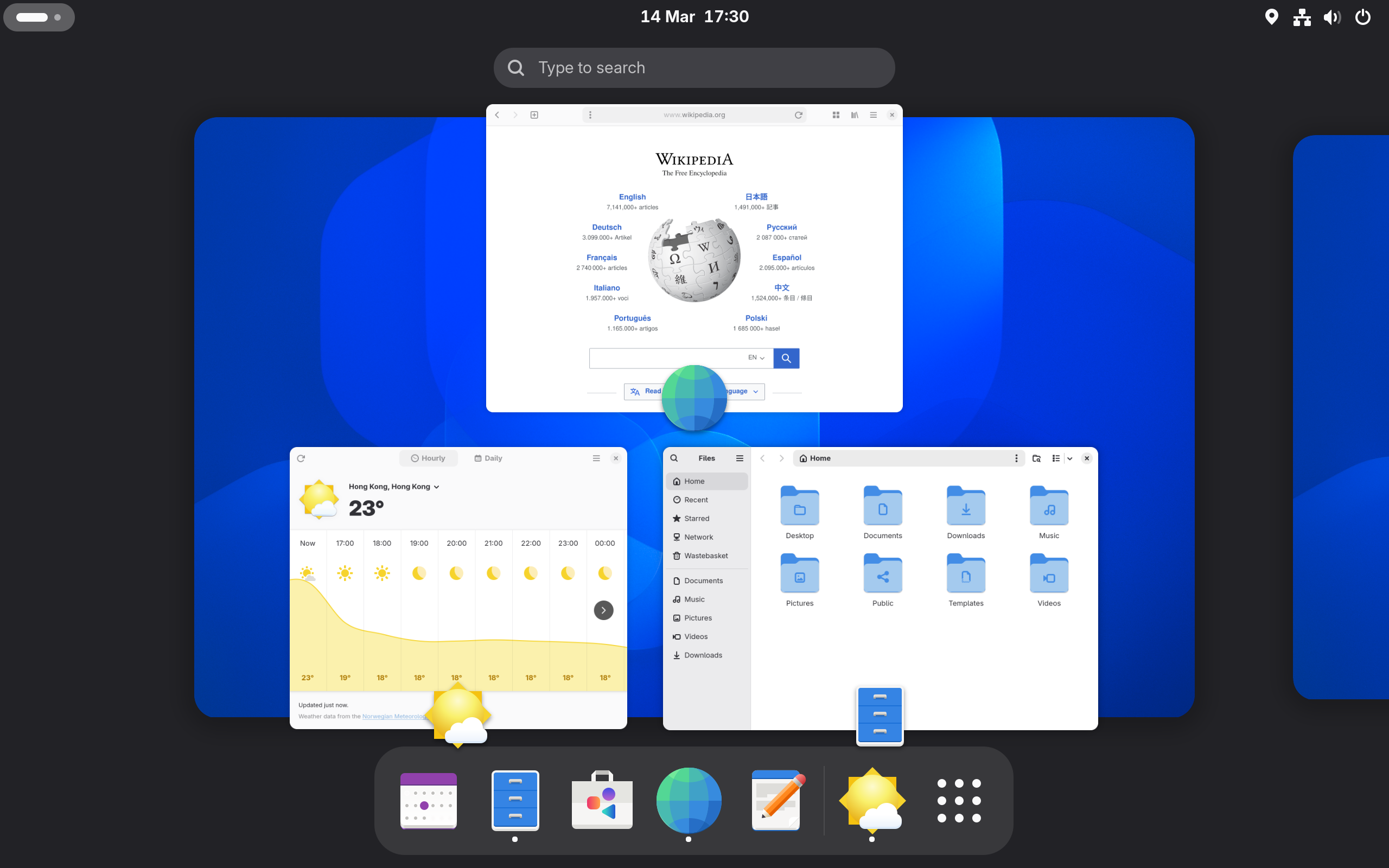
GNOME Shell, el entorno de escritorio introducido en GNOME 3.0.

La versión 3.0 de GNOME fue lanzada el 6 de abril de 2011. Fue anunciada en la conferencia GUADEC en Estambul en julio de 2008. El nombre código ToPaZ fue posteriormente introducido dentro del proyecto y varios bosquejos fueron creados como parte del proceso de elaboración de la nueva versión.[cita requerida] Aunque la nueva versión trae muchos cambios, la principal novedad es la inclusión de GNOME Shell, una metáfora más abstracta donde el cambio entre diferentes tareas y escritorios virtuales tiene lugar en un área separada. Además, dado que Mutter reemplazo a Metacity como administrador de ventanas, los botones minimizar y maximizar ya no aparecen de manera predeterminada, y la barra de título, la barra de menús y la barra de herramientas se combinaron en una barra horizontal a través del mecanismo de decoración del lado del cliente. Adwaita reemplazó a Clearlooks como el tema predeterminado. Muchas aplicaciones pasaron por un rediseño para proporcionar una experiencia más uniforme.
La versión iba a ser lanzada en septiembre de 2010, pero en julio del mismo año el equipo desarrollador decidió posponer el lanzamiento para el mes de marzo, lanzando en su lugar la versión 2.32. En septiembre, la fecha volvió a ser retrasada hasta abril de 2011.
En Ubuntu, fue entorno por defecto hasta la llegada de Unity en la versión 11.04. Sin embargo, es posible alternar en la misma distribución entre Unity y GNOME. En el año 2013 con la versión 13.04 de Ubuntu, fue presentado conjuntamente el derivado oficial llamado Ubuntu GNOME. El 5 de abril de 2017 Ubuntu anunció que GNOME Shell volvería a ser elegido como entorno por defecto.

### GNOME 40
GNOME 40 se publicó el 24 de marzo de 2021. Junto a esta nueva versión, se adopta un nuevo esquema de control de versiones. En lugar de utilizar un diseño vertical en la descripción general de sus actividades, GNOME 40 organiza los espacios de trabajo y el tablero de forma horizontal. El lanzamiento también trae nuevos gestos del panel táctil.

### GNOME 42
GNOME 42 se lanzó el 23 de marzo de 2022 e introdujo la opción de grabación de pantalla, cambiar temas claros/oscuros usando una nueva API GTK llamada Libadwaita. Cambia algunas aplicaciones predeterminadas, como Text Editor en lugar de Gedit y Console en lugar de Terminal/Tilix (se dice que solo se reemplaza para usuarios no avanzados).

### GNOME 43
GNOME 43 (Guadalajara) se lanzó el 21 de septiembre de 2022 e introdujo nuevas configuraciones rápidas, una actualización de nautilus para gtk4, un nuevo panel de seguridad del dispositivo en la configuración y gnome-web (epiphany) que brinda soporte para aplicaciones web y soporte de extensión experimental con Extensiones de Firefox y extensiones de Chrome entre muchos otros cambios.

### GNOME 44
GNOME 44 (Kuala Lumpur) fue lanzado el 22 de marzo de 2023. Bautizado con el nombre de Kuala Lumpur en reconocimiento al trabajo realizado por la comunidad GNOME.Asia, esta versión trajo múltiples añadidos al entorno de escritorio.
La opción de vista de cuadrícula fue añadida al diálogo del selector de archivos para las aplicaciones GTK4, tras numerosas peticiones de la comunidad. 
Cuatro apartados de ajustes fueron rediseñados: Seguridad del dispositivo, Accesibilidad, Sonido y Teclado y touchpad.
El menú de ajustes rápidos (situado en la esquina superior derecha del escritorio) también recibió mejoras, añadiendo un menú al botón de Bluetooth que muestra los dispositivos disponibles y permite conectarse a ellos sin necesidad de abrir la aplicación de configuración. También se añadió un nuevo apartado llamado “background apps” que lista las aplicaciones lanzadas por el usuario que corren de fondo sin tener una ventana abierta como reproductores de música y otros, permitiendo cerrarlas individualmente con un botón. Además se añadieron descripciones a los paneles contextuales del menú de ajustes rápidos. 
Para esta versión de GNOME también se hicieron retoques en la interfaz de usuario con el fin de mejorar su apariencia. 
Nuevas aplicaciones fueron añadidas al programa de colaboración de GNOME Circle: Zap, Boatswain, Emblem, Lorem, Workbench, Komikku, Chess Clock, Eyedropper, Elastic, and Clairvoyant. Finalmente, se añadieron nuevos fondos de escritorio y otras muchas pequeñas mejoras.
Muchas distribuciones Linux que utilizan este entorno ya han actualizado a GNOME 44, como Fedora Linux 38 y Ubuntu 23.04, entre muchas otras.

### GNOME 45
GNOME 45 (Rīga) fue lanzado el 20 de septiembre de 2023. Fue bautizado con el nombre de «Rīga» en reconocimiento a la labor realizada por los organizadores de la conferencia GUADEC de ese año. En esta versión, se centraron en perfeccionar las interacciones diarias de los usuarios, mejorar el rendimiento y hacer que la experiencia general sea más fluida y eficiente.
Uno de los cambios más notables en GNOME 45 es el nuevo botón de actividades. Situado en la esquina de la barra superior, este botón estaba previamente etiquetado como «Actividades». En GNOME 45, esta etiqueta estática ha sido reemplazada por un indicador dinámico del espacio de trabajo.
El rendimiento de las búsquedas fue mejorado. Los cambios dieron como resultado una búsqueda más rápida y una reducción en el uso de recursos, que pudo percibirse tanto en aplicaciones individuales como en la búsqueda del sistema.
Se añadió un nuevo indicador de cámara, un nuevo estilo de interfaz claro, cursores actualizados para coincidir con el nuevo lenguaje de diseño de GNOME (Libadwaita), nuevos fondos de pantalla, mayor eficiencia al reproducir vídeos usando aceleración por hardware siempre que sea posible (mejorando así el desempeño de la batería y el rendimiento gráfico), y añadieron nuevas apps, entre otras cosas. Múltiples apps del núcleo de GNOME, tales como «Nautilus», recibieron varias mejoras en este lanzamiento.

### GNOME 46
GNOME 46 (Katmandú) fue lanzado el 20 de marzo de 2024. Este lanzamiento recibe el nombre en clave de «Katmandú», en reconocimiento al increíble trabajo realizado por los organizadores de GNOME.Asia 2023.
Una de las apps que más mejoras recibió fue «Archivos» (Nautilus). En este lanzamiento, incluyeron una nueva búsqueda global que permite al usuario buscar de manera más eficiente y precisa los archivos de su dispositivo, permitiéndole, entre otras cosas, poder buscar en dos localizaciones distintas simultáneamente. Los desarrolladores de GNOME también refactorizaron la app, mejoraron su desempeño durante las transferencias de archivos grandes, e hicieron que Nautilus pudiera cambiar entre la vista de lista y de cuadrícula de manera instantánea, sin tiempos de carga.
La experiencia de escritorio remoto de GNOME se mejoró significativamente para la versión 46, con la introducción de una nueva opción dedicada al inicio de sesión remoto. Esto permite conectarse remotamente a un sistema GNOME que no esté en uso. Conectarse de esta forma significa que la pantalla del sistema puede configurarse desde el lado remoto, resultando en una mejor experiencia para el usuario remoto.
La característica de cuentas en Internet de GNOME ha tenido una importante actualización para GNOME 46. La mayor mejora es el nuevo soporte para Microsoft OneDrive. El usuario ahora puede configurar una cuenta de Microsoft 365 desde los ajustes, y su OneDrive aparecerá en la barra lateral de «Archivos», donde se puede navegar y acceder fácilmente junto a sus archivos y carpetas locales.
La app de «Configuración» también recibió varias mejoras para pulir varios detalles. Lo más destacable es la reorganización de varias secciones para facilitar al usuario la navegación. Se añadieron varios cambios en la interfaz para adaptarse a las nuevas directrices de diseño de GNOME y, gracias a la financiación de Igalia y de Sovereign Tech Fund, los desarrolladores de GNOME pudieron mejorar de forma significativa la tecnología dedicada a la accesibilidad, en especial «Orca», el lector de pantalla de GNOME.
El «shell» de GNOME también trajo consigo nuevos cambios destinados en su mayoría a refinar el diseño para adaptarse a las nuevas directrices de Adwaita. Las notificaciones fueron rediseñadas y ahora muestran más información y se integran mejor dentro del entorno. Los avatares predeterminados también fueron rediseñados.
Las apps del núcleo de GNOME recibieron bastantes cambios y se añadieron nuevas apps a «GNOME Circle».
Además, en esta versión se añadieron muchísimas mejoras de rendimiento a bajo nivel, como por ejemplo:
- Las mejoras en el rendimiento y en el uso de recursos, incluyendo un menor uso de memoria para la búsqueda, un mayor rendimiento de la grabación de pantalla y un uso más inteligente de los recursos del sistema por parte de la aplicación de visor de imágenes.
- Mejoras significativas en la velocidad de las aplicaciones de terminal de GNOME.[25]
- Mejoras de seguridad que incluyen una mayor protección frente al malware en la aplicación de visor de imágenes y en las tecnologías de búsqueda de GNOME.
- Mejoras de renderizado que incluyen interfaces de aplicaciones más nítidas, texto en pantalla más nítido e interfaces de usuario más claras cuando se usan escalas de pantalla fraccionarias. Estas mejoras de renderizado se deben a los nuevos renderizadores de GTK, y se encuentran en las aplicaciones de GNOME que usan la última versión de GTK.[26]
- Se implementaron las frecuencias de refresco variables (VRR), que son una característica que puede, en algunas circunstancias, producir un rendimiento de vídeo más suave. Está incluida en GNOME 46 como una característica experimental, que necesita ser habilitada, introduciendo lo siguiente desde la línea de comandos usando: gsettings set org.gnome.mutter experimental-features "['variable-refresh-rate']". Una vez activada, se puede establecer una frecuencia de actualización variable desde la configuración de pantalla.

## Diseño
GNOME provee un gestor de ventanas «intuitivo y atractivo» y una plataforma de desarrollo para crear aplicaciones que se integran con el escritorio. El Proyecto pone énfasis en la simplicidad, facilidad de uso y eficiencia. Tiene como objetivo la libertad para crear un entorno de escritorio que siempre tendrá el código fuente disponible para reutilizarse bajo una licencia de software libre.
Desde GNOME 2, el enfoque fue puesto en la productividad. Con este fin, se crearon las Pautas de Interfaz Humana de GNOME (Human Interface Guidelines, HIG). Todos los programas de GNOME comparten un estilo coherente de interfaz gráfica de usuario (GUI), pero no están limitados a los mismos widgets de GUI. Por el contrario, el diseño de la GUI de GNOME está guiado por conceptos que se describen en GNOME HIG, que a su vez depende de la ergonomía cognitiva. Después de HIG, los desarrolladores pueden crear programas de GUI de alta calidad, consistentes y utilizables, ya que abordan todo, desde el diseño de la GUI hasta el diseño recomendado de widgets basado en píxeles.

### GNOME Shell
GNOME Shell es la interfaz de usuario oficial del escritorio GNOME, desde su versión 3.0. Cuenta con una barra superior que sostiene (de izquierda a derecha) un botón de Actividades, un menú de aplicaciones, un reloj y un menú de estado del sistema integrado. El menú de la aplicación muestra el nombre de la aplicación en foco y proporciona acceso a funciones tales como el acceso a las preferencias de la aplicación, el cierre de la aplicación o la creación de una nueva ventana de aplicación. El menú de estado contiene varios indicadores de estado del sistema, accesos directos a la configuración del sistema y acciones de sesión que incluyen el cierre de sesión, el cambio de usuario, el bloqueo de la pantalla y la suspensión de la computadora.
A partir de GNOME 3.8, se mantiene además un modo clásico para aquellos que prefieren una experiencia de escritorio tradicional (similar a GNOME 2).
A partir de GNOME 45, el botón Actividades desaparece junto al menú de aplicaciones, siendo sustituidos por un indicador de espacios de trabajo virtuales.

### Accesibilidad
GNOME tiene como objetivo mantener el entorno de escritorio accesible para las personas con discapacidad. Para ello utiliza la interfaz de programación de aplicaciones Accessibility Toolkit (ATK), que permite mejorar la experiencia del usuario mediante el uso de métodos de entrada especiales y síntesis de voz y software de reconocimiento de voz. Las utilidades particulares se registran con ATK utilizando la Interfaz de Proveedor de Servicios de Tecnología Asistida (AT-SPI) y se utilizan globalmente en todo el escritorio. Varias tecnologías de asistencia, incluido el lector de pantalla Orca y el método de entrada Dasher, se desarrollaron específicamente para su uso con GNOME.

## Aplicaciones

### Principales para el usuario
| Aplicación | Aplicación   | Descripción | Captura de pantalla |
| Logo       | Nombre       | Descripción | Captura de pantalla |
| ---------- | ------------ | --- | ------------------- |
|            | Archivos     | También conocido como Nautilus. Proporciona al usuario una forma sencilla de navegar y administrar archivos. |                     |
|            | Brasero      | Brasero es una aplicación GNOME para grabar CD/DVD, está diseñada para ser lo más simple posible. |                     |
|            | Builder      | Una herramienta para ayudar a escribir y contribuir con las aplicaciones basadas en GNOME. |                     |
|            | Cheese       | Cheese es un programa para el escritorio GNOME que le permite tomar fotos, vídeos haciendo uso de la cámara web. |                     |
|            | Evince       | Evince es un visor de documentos para múltiples formatos de documentos. El objetivo de evince es reemplazar los múltiples visores de documentos que existen en el escritorio GNOME con una sola aplicación simple.                                                                        |                     |
|            | Eye of GNOME | Eye of GNOME es el visor de imágenes de GNOME. |                     |
|            | Geary        | Geary es una aplicación de correo electrónico basada en conversaciones para el escritorio GNOME 3. |                     |
|            | Mapas        | Mapas brinda acceso rápido a mapas de todo el mundo. Hace uso de la base de datos colaborativa OpenStreetMap. |                     |
|            | Música       | Música es la nueva aplicación de reproducción de música de GNOME. Su objetivo es combinar una experiencia de navegación elegante e inmersiva con controles simples y directos. |                     |
|            | Software     | El software le permite instalar y actualizar aplicaciones y extensiones del sistema. |                     |
|            | Videos       | También conocido como Totem, Videos es un reproductor de películas diseñado para GNOME. Incluye soporte para complementos. Incluido como aplicación principal desde el lanzamiento de GNOME 2.10.                                                                                         |                     |
|            | Web          | Web es el navegador web para el escritorio GNOME y para el sistema operativo de elementaryOS, basado en el popular motor WebKit. Ofrece una vista simple, limpia y hermosa de la web con integración de escritorio de primera clase con GNOME y Pantheon. Su nombre en clave es Epiphany. |                     |

### Otras

#### Configuración
- Centro de control: interfaz principal para configurar varios aspectos de GNOME.
- Editor dconf: Es un visor y editor de configuraciones internas de aplicaciones. Permite editar opciones no expuestas en la interfaz de algunas aplicaciones.
- Retoques: Interfaz gráfica que da acceso a un cierto subconjunto popular de la configuración del escritorio.

#### Conversaciones
- Evolution: Es una aplicación de gestión de información personal que proporciona funciones integradas de correo, calendario y libreta de direcciones.
- Empathy/Chat: Es un programa de mensajería que admite texto, voz, chat de video y transferencias de archivos a través de muchos protocolos diferentes. Puede informar sobre diferentes cuentas en varios servicios y chatear dentro de una sola aplicación.
- Contactos: Es la libreta de direcciones integrada de GNOME. Está escrito en Vala y usa libfolks y Evolution Data Server .
- Ekiga: aplicación de videoconferencias
- Polari: Cliente de IRC[30]

#### Archivos
- Documentos: Es una aplicación de gestión de documentos diseñada para funcionar con GNOME 3. Se incluye en el conjunto predeterminado de aplicaciones principales desde GNOME 3.2.
- Rhythmbox: Es una aplicación de reproducción de música para GNOME.

#### Sistema
- Cajas: Una aplicación GNOME simple para ver, acceder y administrar sistemas remotos y virtuales.
- Contraseñas y claves: Administrador de Contraseñas
- Discos: Una utilidad de GNOME para tratar con dispositivos de almacenamiento.
- Analizador de uso de disco (originalmente llamado Baobab): Escanea carpetas, dispositivos o ubicaciones remotas e informa sobre el espacio en disco consumido por cada elemento. Proporciona una representación gráfica y en forma de árbol.
- Monitor de sistema/Uso: Es una herramienta para administrar los procesos en ejecución y monitorear los recursos del sistema.
- Oops!: reporte de errores
- Ayuda

#### Mundo
- Relojes: Aplicación de reloj diseñada para GNOME 3
- Meteorología: Una pequeña aplicación que le permite monitorear las condiciones climáticas actuales de su ciudad, o en cualquier parte del mundo, y acceder a pronósticos actualizados provistos por varios servicios de Internet.

#### Utilidades
- Calculadora: Es una aplicación que resuelve ecuaciones matemáticas y es adecuada como aplicación predeterminada en un entorno de escritorio.
- Recetas: Es una aplicación fácil de usar que ayuda a descubrir diferentes recetas.
- Grabador de sonido: Utilidad para realizar grabaciones de audio simples diseñadas para GNOME
- Calendario: Es una aplicación de calendario simple diseñada para adaptarse perfectamente al escritorio GNOME. Al reutilizar los componentes sobre los que se basa el escritorio GNOME, se integra muy bien con el ecosistema GNOME.
- Mapa de caracteres: es una sencilla aplicación de utilidad para buscar e insertar caracteres inusuales.
- Diccionario: Es la aplicación GNOME para buscar definiciones.
- Notas: También conocido como Bijiben
- Gitg: Un front-end para git
- Meld: Una herramienta visual diff
- Gedit: Es el editor de texto del entorno de escritorio GNOME. Su objetivo es que sea fácil de usar, con una interfaz simple por defecto.
- Devhelp: Navegador para documentación API
- Registros: log de registros del sistema

## Crítica
El lanzamiento de GNOME 3, notable por su alejamiento de la barra de menús tradicional y la barra de tareas, ha causado una gran controversia en la comunidad GNU/Linux. Muchos usuarios y desarrolladores han expresado su preocupación por la usabilidad. Se han iniciado algunos proyectos para continuar el desarrollo de GNOME 2.xo modificar GNOME 3.x para que se parezca más a las versiones 2.x.
GNOME 3 tiene como objetivo proporcionar una interfaz única para computadoras de escritorio y tabletas. Esto significa usar solo técnicas de entrada que funcionen en todos esos dispositivos, que requieren el abandono de ciertos conceptos a los que los usuarios de escritorio estaban acostumbrados, como hacer clic con el botón derecho o guardar archivos en el escritorio.
Estos cambios importantes inicialmente provocaron críticas generalizadas. El entorno de escritorio MATE se bifurcó a partir de la base de código GNOME 2 con la intención de conservar la interfaz tradicional GNOME 2, manteniendo la compatibilidad con la tecnología moderna de GNU/Linux, como GTK 3. El equipo de Linux Mint abordó el problema de otra manera al desarrollar el "Mint GNOME Shell Extensions" que se ejecutó sobre GNOME Shell y permitió que se usara a través de la metáfora de escritorio tradicional. Esto finalmente condujo a la creación de la interfaz de usuario Cinnamon, que se bifurcó desde la base de código GNOME 3.
Entre los críticos de las primeras versiones de GNOME 3 se encuentra Linus Torvalds , el creador del núcleo Linux . Torvalds abandonó GNOME por un tiempo después del lanzamiento de GNOME 3.0, diciendo "Los desarrolladores aparentemente han decidido que es 'demasiado complicado' hacer un trabajo real en su escritorio, y han decidido hacerlo realmente molesto". Torvalds declaró que sus objeciones eran sostenidas universalmente por los variados desarrolladores de Linux que conocía. En 2013, Torvalds reanudó el uso de GNOME, diciendo que «las cosas habían mejorado mucho en el último año» pero señalando que «ahora tienen extensiones que aún son demasiado difíciles de encontrar; pero con extensiones puedes hacer que tu escritorio se vea casi tan bueno como solía verse hace dos años». Torvalds ha sugerido que la "Herramienta de ajuste de GNOME" se fusione con GNOME 3.
A partir de 2015, la recepción crítica ha sido mucho más positiva. Por ejemplo, Debian, una distribución de GNU/Linux que históricamente había usado GNOME 2, cambió a Xfce cuando se lanzó GNOME 3, pero volvió a adoptar GNOME 3 a tiempo para el lanzamiento de Debian 8 "Jessie".

## Historial de versiones
|        | Agosto de 1997           | Se anunció el comienzo del desarrollo de GNOME. |
| 1.0    | Marzo de 1999            | Publicada la primera versión de GNOME. |
| 1.0.53 | Octubre de 1999          | «October» |
| 1.2    | Mayo de 2000             | «Bongo» |
| 1.4    | Abril de 2001            | «Tranquility» |
| 2.0    | Junio de 2002            | Revisión mayor, primera basada en GTK+ 2. Se introducen las Human Interface Guidelines. |
| 2.2    | Febrero de 2003          | Mejoras en el gestor de archivos y de medios. |
| 2.4    | Septiembre de 2003       | «Temujin»: Introducción de Epiphany, compatibilidad con accesibilidad. |
| 2.6    | Marzo de 2004            | Nautilus se convierte en un gestor de archivos espacial, y se introduce un nuevo diálogo selector de archivos en GTK+. Debido a los cambios introducidos en esta versión, se creó una bifurcación llamada GoneME, que duró poco. |
| 2.8    | Septiembre de 2004       | Se mejoró la compatibilidad con dispositivos extraíbles. Esta versión introduce el software Evolution. |
| 2.10   | Marzo de 2005            | Mejoras de rendimiento; se reducen los requerimientos de memoria. Añade: applets (miniaplicaciones) de panel (control del módem, montador de unidades, papelera); y las aplicaciones Totem y Sound Juicer. |
| 2.12   | Septiembre de 2005       | Mejoras en Nautilus; se mejoró el funcionamiento de copiar y pegar entre distintas aplicaciones, y se añadió integración con estándares de freedesktop.org. Añade: el visor de documentos PDF Evince; el tema Clearlooks; el editor de menús; el gestor de contraseñas y herramientas administrativas. Versión basada en GTK+ 2.8, compatible con Cairo. |
| 2.14   | Marzo de 2006            | Mejoras drásticas de rendimiento; mejoras en usabilidad en las preferencias del usuario; framework multimedia GStreamer 0.10. Añade: la aplicación de videoconferencias Ekiga; la herramienta de búsqueda Deskbar; el editor de bloqueos Pessulus; cambio rápido de usuario y la herramienta de administración del sistema Sabayon. |
| 2.16   | Septiembre de 2006       | Mejoras de rendimiento. Añade: la aplicación para tomar notas Tomboy; el analizador de uso del disco Baobab; el lector de pantalla Orca; el gestor de energía de GNOME; mejoras a Totem y Nautilus; Metacity gana compatibilidad de composición; nuevo tema de iconos. Basado en GTK+ 2.10 que incluye un nuevo diálogo de impresión. |
| 2.18   | Marzo de 2007            | Más mejoras de rendimiento. Añade: la aplicación de seguridad Seahorse que permite cifrar con GPG mensajes de correo-e y archivos; el analizador de uso en disco Baobab se mejoró para permitir una vista de gráfico de anillo; mejoras a Evince, Epiphany, el control de volumen y el gestor de energía; dos juegos nuevos, GNOME Sudoku y glchess. Codificación de audio MP3 y AAC. |
| 2.20   | Septiembre de 2007       | Lanzamiento de décimo aniversario. Evolution ahora puede hacer respaldos; mejoras en Epiphany, Eye of GNOME y el gestor de energía; Seahorse ahora gestiona las contraseñas usando el anillo de claves. Añade: edición de formularios PDF en Evince; búsqueda integrada en los diálogos de archivos; instalador automático de códecs. |
| 2.22   | Marzo de 2008            | Se añade Cheese, una herramienta para tomar fotos con la cámara web; y Vinagre; mejoras en Metacity; se introduce el sistema de archivos GVFS; se mejora la reproducción de vídeos de YouTube, DVD y se añade compatibilidad con MythTV en Totem; la miniaplicación del reloj en el panel ahora muestra relojes internacionales; Evolution gana compatibilidad con Google Calendar y etiquetado de mensajes; mejoras en Evince, Tomboy, Sound Juicer y la Calculadora. |
| 2.24   | Septiembre de 2008       | Se añade el mensajero instantáneo Empathy, Ekiga 3.0, navegación por pestañas en Nautilus, mejor compatibilidad con configuraciones de pantallas múltiples y televisión digital. |
| 2.26   | Marzo de 2009            | Nueva aplicación para crear y grabar discos, Brasero; mejoras en el reproductor de medios, compartir archivos simplificado, compatibilidad con monitores múltiples y lectores de huellas dactilares. |
| 2.28   | Septiembre de 2009       | Se añade un módulo de gestión de Bluetooth. Mejoras en Epiphany, Empathy, Time Tracker, y accesibilidad. GTK+ se actualiza a la versión 2.18. |
| 2.30   | Marzo de 2010            | Mejoras en Nautilus, Empathy, Tomboy, Evince, Time Tracker, Epiphany y Vinagre. Se añade compatibilidad parcial con dispositivos iPod y iPod Touch. Usa GTK+ 2.20. |
| 2.32   | Septiembre de 2010       | Se agrega Rygel y el Gestor de color de GNOME. Mejoras a Empathy, Evince, Nautilus y otros. Se pretendió que la versión 3.0 fuera lanzada en este mes, así que gran parte del desarrollo se enfocó en esa versión. |
| 3.0    | Abril de 2011            | Se introduce GNOME Shell. Se rediseña completamente el entorno de configuración del sistema, con menos opciones y una interfaz más clara. La ayuda se rediseñó para ser orientada a acciones, basada en el lenguaje de marcado Mallard. Nueva gestión de ventanas con «semi-maximización» lado a lado de la pantalla. Nuevo tema, Adwaita, y nueva tipografía predeterminada, Cantarell. Se adoptó GTK+ 3.0 con mejoras técnicas de desarrollo y remoción de diversas API obsoletas. |
| 3.2    | Septiembre de 2011       | Nuevo panel para gestionar «cuentas en línea» de contactos, documentos, charla, correo y calendario. Compatibilidad con aplicaciones web; nuevos gestores de documentos y contactos; previsualización rápida de archivos en el gestor de archivos; diversas mejoras en el tema, rediseño de la pantalla de inicio de sesión y mejoras de rendimiento. |
| 3.4    | Marzo de 2012            | Nuevo aspecto para las aplicaciones de Documents, Epiphany (ahora llamado Web) y Contacts. Agregada la opción de búsqueda de documentos desde la sección de Actividades. Nuevos fondos de escritorios animados. Mayor compatibilidad de hardware. Agregada Video conferencia y mensajería en línea en Empathy. Mejor accesibilidad: Mejor integración de Orca, mejoría en el modo de alto contraste y nueva opción de zoom. |
| 3.6    | Septiembre de 2012       | Nuevo inicio de sesión y pantalla de bloqueo. Bandeja de mensajes rediseñada en GNOME Shell. Interfaz y configuraciones mejoradas para la configuración del sistema. El menú de usuario ahora muestra Apagar por defecto. Nuevas aplicaciones: Cajas, que se introdujo como una versión de vista previa en GNOME 3.4, y Relojes, una aplicación para manejar horarios mundiales. Soporte mejorado de braille en Orca. En Web, la página de inicio que antes estaba en blanco se reemplazó por una cuadrícula que contiene sus páginas más visitadas, además de un mejor modo de pantalla completa y una versión beta de WebKit2. Evolution renderiza correo electrónico usando WebKit. Mejoras en Discos y Archivos, con nuevas funciones como recientes y búsqueda.                                    |
| 3.8    | Marzo de 2013            | Nuevo aspecto en la visualización de las aplicaciones, entre las más usadas y todas. Nuevos métodos de salida en el intercambiador OSD. La barra de mensajes y notificaciones, ahora reacciona según la fuerza del puntero sobre el borde de la pantalla. Se agregó una vista clásica, para aquellos que prefieren un escritorio más convencional. La aplicación de preferencias de GNOME posee un nuevo diseño en su barra. Un nuevo asistente de configuración inicial. El servicio de cuentas en línea de GNOME, incorpora nuevos servicios. El navegador por defecto Web, ahora utiliza WebKit2; como así también incorpora un modo de navegación privado. Actualizaciones y mejoras varias en GNOME Boxes, Documents, Contacts y Files. Se introdujo una aplicación de relojes y estado climático. |
| 3.10   | Septiembre de 2013       | Área de estado rediseñada y aparición de barras de cabecera. Añade "Software" un programa para buscar e instalar aplicaciones. Creación de un nuevo entorno de trabajo de geolocalización. Actualización rutinaria de programas respecto a la versión. Se añade soporte a Wayland. |
| 3.12   | 26 de marzo de 2014      | La aplicación "Software" presenta mejoras notables. La aplicación de Gedit y Videos han sido completamente rediseñadas. Se han pulido detalles de la interfaz de usuario. Se añade soporte para pantallas de alta resolución. Posibilidad de crear carpetas de aplicaciones en el Shell. |
| 3.14   | 24 de septiembre de 2014 | Se agregaron nuevas animaciones en general para mejorar la experiencia. Se mejoró el soporte multitouch y ahora se pueden hacer gestos como swipe o zoom con los dedos, así como gestos propios para controlar la interfaz de GNOME. El visor de documentos Evince ha sido rediseñado, entre otras aplicaciones como Sudoku o Minas; en Fotos se pueden importar las fotos de Google drive o Picasa, Software ahora soporta app add-ons y GTK es actualizado a su versión 3.14. |
| 3.16   | 25 de marzo de 2015      | Los principales cambios incluyen el esquema de color de la interfaz de usuario va de negro a carbón. Se rediseñaron las barras de desplazamiento. Mejoras en las notificaciones, incluida la integración con el applet de Calendario. Ajustes a varias aplicaciones, incluidos Archivos, Visor de imágenes y Mapas. Acceso a aplicaciones de vista previa. Se continúa portando desde X11 a Wayland. |
| 3.18   | Septiembre de 2015       | Los principales cambios incluyen la integración de Google Drive en los archivos. Actualizaciones de firmware a través del software. Brillo automático de la pantalla. Gestos del panel táctil. Varias aplicaciones nuevas: Calendario de GNOME y Mapa de caracteres de GNOME. Mejoras significativas en Archivos, Cajas y Polari. Pequeños cambios y correcciones de errores. |
| 3.20   | Marzo de 2016            | Mejoras significativas en aplicaciones básicas, como actualizaciones de sistemas y revisiones en Software, edición de fotos simple en Fotos y búsqueda mejorada en Archivos. Las mejoras de la plataforma incluyen ventanas de ayuda de acceso directo que están disponibles en muchas aplicaciones, una fuente refinada y un mejor control de los servicios de ubicación. |
| 3.22   | Septiembre de 2016       | Wayland ahora es el predeterminado. Soporte completo de Flatpak. El software de GNOME puede instalar y actualizar Flatpaks, GNOME Builder puede crearlos y el escritorio proporciona implementaciones de portal para habilitar aplicaciones de espacio aislado. Las mejoras en las aplicaciones centrales de GNOME incluyen soporte para renombrar por lote en Archivos, soporte para compartir en Fotos, una apariencia actualizada para Software, un panel rediseñado de configuraciones de teclado y más. |
| 3.24   | Marzo de 2017            | Luz nocturna es una nueva característica que reduce la fatiga ocular durante la noche y colorea la pantalla un poco de rojo. El menú desplegable de fecha/ hora ahora muestra información meteorológica. Un aspecto refinado a las notificaciones. Calendario tiene una vista de semana. Gnome Web obtuvo mejoras en la experiencia de administrar marcadores, y se envía con Easy Privacy como opción predeterminada. Se rediseñaron los paneles de configuración de cuentas en línea, usuario e impresora. |
| 3.26   | Septiembre de 2017       | Nuevo aspecto de la aplicación Configuración, con una barra lateral de navegación, una red mejorada, configuración de pantalla y sincronización del navegador gracias al servicio Firefox Sync. Los emoji de color ahora se admiten en todo GNOME y serán visibles donde aparezcan. |
| 3.28   | Marzo de 2018            | En Archivos, ahora es posible destacar archivos y carpetas. La fuente de interfaz predeterminada de GNOME (Cantarell) ha sido actualizada. Cajas permite una descarga automática de sistemas operativos. Fotos tiene una nueva importación desde dispositivos. El teclado en pantalla de GNOME ha sido reescrito. Se introduce Uso, nueva aplicación diseñada para facilitar el diagnóstico y la resolución de problemas de rendimiento y capacidad. |
| 3.30   | Septiembre de 2018       | Mejoras de rendimiento, menor uso de recursos. Compartición de pantalla mejorada. Software, el gestor de software de GNOME, puede ahora actualizar automáticamente los Flatpaks instalados. Web incluye una vista de lectura mínima. Cajas se puede conectar a servidores Windows remotos usando «Remote Desktop Protocol» (RDP). Juegos ahora más rápida de usar ya que se puede navegar por ella con un mando. Podcasts es una aplicación nueva. |
| 3.32   | Marzo de 2019            | GNOME 3.32 incluye un estilo visual actualizado, incluyendo la interfaz de usuario, iconos y el propio escritorio. El escalado fraccionado está disponible como opción experimental. La extensión de Iconos del escritorio ofrece de nuevo una experiencia de iconos en el escritorio tradicional. GNOME Web se ha mejorado con un nuevo módo de automatización. Configuración incluye un panel nuevo de Aplicaciones, que muestra recursos y permisos. Cajas incluye mejoras para aceleración 3D en máquinas virtuales. Software ha mejorado la gestión de aplicaciones disponibles desde Flatpak y repositorios de distribuciones. |
| 3.34   | Septiembre de 2019       | GNOME 3.34 permite crear carpetas personalizadas en el shell. Incluye actualizaciones para una serie de aplicaciones: Web, Juegos, Música y Cajas, además de la configuración de fondos de escritorio, entre otras. Para los desarrolladores, GNOME 3.34 incluye más fuentes de datos en Sysprof, lo que facilita la creación de perfiles de rendimiento de una aplicación. Las múltiples mejoras a Builder incluyen un inspector D-Bus integrado. |
| 3.36   | Marzo de 2020            | GNOME 3.36 incluye la app Extensiones, modo No molestar, Control parental, mejoras visuales y funcionales en GNOME Shell, Configuración y Pantalla de Bloqueo. Además de mejoras en numerosas aplicaciones, destacando Cajas, Software y Web. |
| 3.38   | 16 de septiembre de 2020 | - notas de la versión para GNOME 3.38 - anuncio de lanzamiento de GNOME 3.38 |
| 40     | 24 de marzo de 2021      | - notas de la versión para GNOME 40 - sitio web para GNOME 40 |
| 41     | 22 de septiembre de 2021 | - notas de la versión para GNOME 41 Archivado el 22 de diciembre de 2021 en Wayback Machine. - anuncio de lanzamiento de GNOME 41 |
| 42     | 23 de marzo de 2022      | - notas de la versión para GNOME 42 - anuncio de lanzamiento de GNOME 42 |
| 43     | 21 de septiembre de 2022 | - notas de la versión para GNOME 43 - anuncio de lanzamiento de GNOME 43 |